# Country Music Television

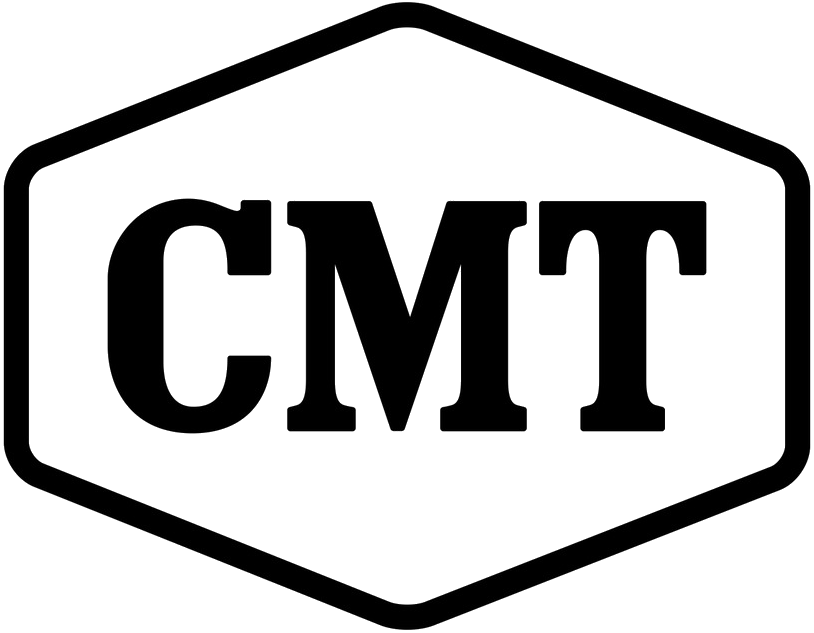
Logo van CMT

Country Music Television (wordt voornamelijk afgekort tot CMT) is een countrymuziek-gericht kabeltelevisiekanaal. De programmering bestaat voornamelijk uit muziekvideo's, opgenomen concerten, country-films en documentaires over country-sterren van dit moment of uit het verleden.
CMT is in het bezit van en wordt beheerd door Paramount Media Networks, een onderdeel van het Amerikaanse mediaconglomeraat Paramount Global.